# Lupinus chavanillensis
Lupinus chavanillensis är en ärtväxtart som först beskrevs av James Francis Macbride, och fick sitt nu gällande namn av Charles Piper Smith. Lupinus chavanillensis ingår i släktet lupiner, och familjen ärtväxter. Inga underarter finns listade i Catalogue of Life.